# Woldemar von Boeckmann
Woldemar Alexander Valerian von Boeckmann (russisch Владимир Александрович Бекман, transkribiert Wladimir Alexandrowitsch Bekman; * 31. Mai 1848 in Sankt Petersburg; † 26. November 1923 im Sanatorium in Halila, Finnland – heute Sosnowy Bor, Russland) war ein russischer Militär und Politiker.

## Leben
Wladimir von Boeckmann (auch Böckmann) war von 1907 bis 1917 General der Kavallerie. 1905/06 bekleidete er das Amt des russischen Gouverneurs von Kurland. Danach war er vom 2. Februar 1908 bis zum 24. November 1909 zaristischer Generalgouverneur in Finnland.
Boeckmann zeigte sich während seiner Amtszeit nicht einverstanden mit den repressiven Maßnahmen der russischen Behörden während der sogenannten „zweiten Phase der Unterdrückung“ (finnisch toinen sortokausi) in Finnland. Er verlor deswegen die Gunst des Hofes in Sankt Petersburg. Sein Nachfolger Franz Albert Seyn trat das Amt des Generalgouverneur am 24. November 1909 an und setzte im Auftrag Zar Nikolaus’ II. eine autoritäre Russifizierungspolitik durch, die auf eine Abschaffung der finnischen Autonomie zielte.